# Пірус Володимир Степанович

## Нагороди і звання
- 1974 — Грамота Президії Верховної Ради УРСР
- 1977 — Заслужений артист Української PCP
- 1981 — Лауреат І премії конкурсу вокалістів до 125-річчя від дня народження І. Франка (Львів)
- 1983 — Володар Гран-прі першого Республіканського конкурсу на краще виконання пісень про працю (Київ)
- 1996 — Лауреат VI міжнародного конкурсу української пісні «Золоті трембіти» (Івано-Франківськ)
- 1997 — Лауреат Всеукраїнського конкурсу національно-патріотичної пісні і поезії «Воля-97» (Івано-Франківськ)
- 1999 — Лауреат премії імені Василя Стефаника в галузі літератури, мистецтва, архітектури і журналістики за концертно-виконавську діяльність
- 1998 — Народний артист України
- 2010 — Орден «За заслуги» ІІІ ступеня